# 大曲仮乗降場 (北海道網走市)

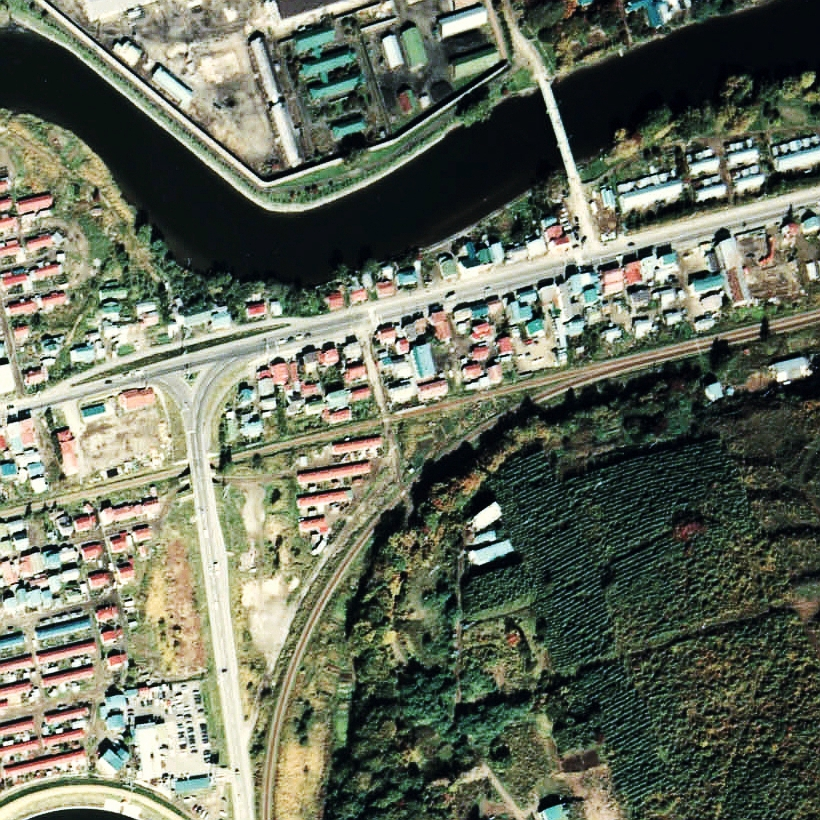
1977年の大曲仮乗降場と周囲約500m範囲。右が網走方面。下へ分岐して行くのは石北本線の北見方面。上に網走川を挟んで網走刑務所と入口の鏡橋が見える。ホームの周囲に待合室は見えない。大曲という地名は、網走川がこの一帯で180°曲がるところから来ている。

大曲仮乗降場（おおまがりかりじょうこうじょう）は、北海道（網走支庁）網走市大曲にかつて存在した、日本国有鉄道（国鉄）湧網線の仮乗降場（廃駅）である。湧網線の廃線に伴い、1987年（昭和62年）3月20日に廃止された。
大部分の普通列車は通過し（1986年（昭和61年）3月3日改正時点で、下り4本上り4本）、朝夕1本ずつのみの停車であった。

## 歴史
- 1955年（昭和30年）12月25日 - 日本国有鉄道（国鉄）湧網線の大曲仮乗降場（局設定）として開業[1]。
- 1987年（昭和62年）3月20日 - 湧網線の全線廃止に伴い、営業を停止、廃止となる[1]。

## 駅構造
廃止時点で、1面1線の単式ホームを有する地上駅であった。ホームは、線路の北側（網走方面に向かって左手側）に存在した。転轍機を持たない棒線駅となっていた。
廃止時まで仮乗降場であり、無人駅となっていた。ホームは中湧別方にスロープを有し、駅施設外に連絡していた。
石北本線と並行していたが、乗降場は道路側である湧網線にのみ置かれた。

## 駅名の由来
当仮乗降場が所在した地名より。地名は、網走川が大きく西に曲流していることに由来する。

## 駅周辺
- 国道39号（北見国道）[5]
- 国道238号（オホーツク国道/大曲中央通）[5]
- 北海道道1087号網走常呂自転車道線 - 湧網線廃線跡を再利用した自転車歩行者専用道路。
- 網走刑務所 - 駅の北[5]。
- ジャッカドフニ - 北方少数民族ウィルタについての個人資料館。
- 鏡橋
- 天都山 - 駅の南[5]。
- 三眺山 - 駅の西[5]。
- 網走川 - 駅の北[5]。
- 網走湖 - 駅の南西[5]。
- 大曲洞窟 - 駅の東[5]。
- 網走バス「刑務所前」停留所

## 駅跡

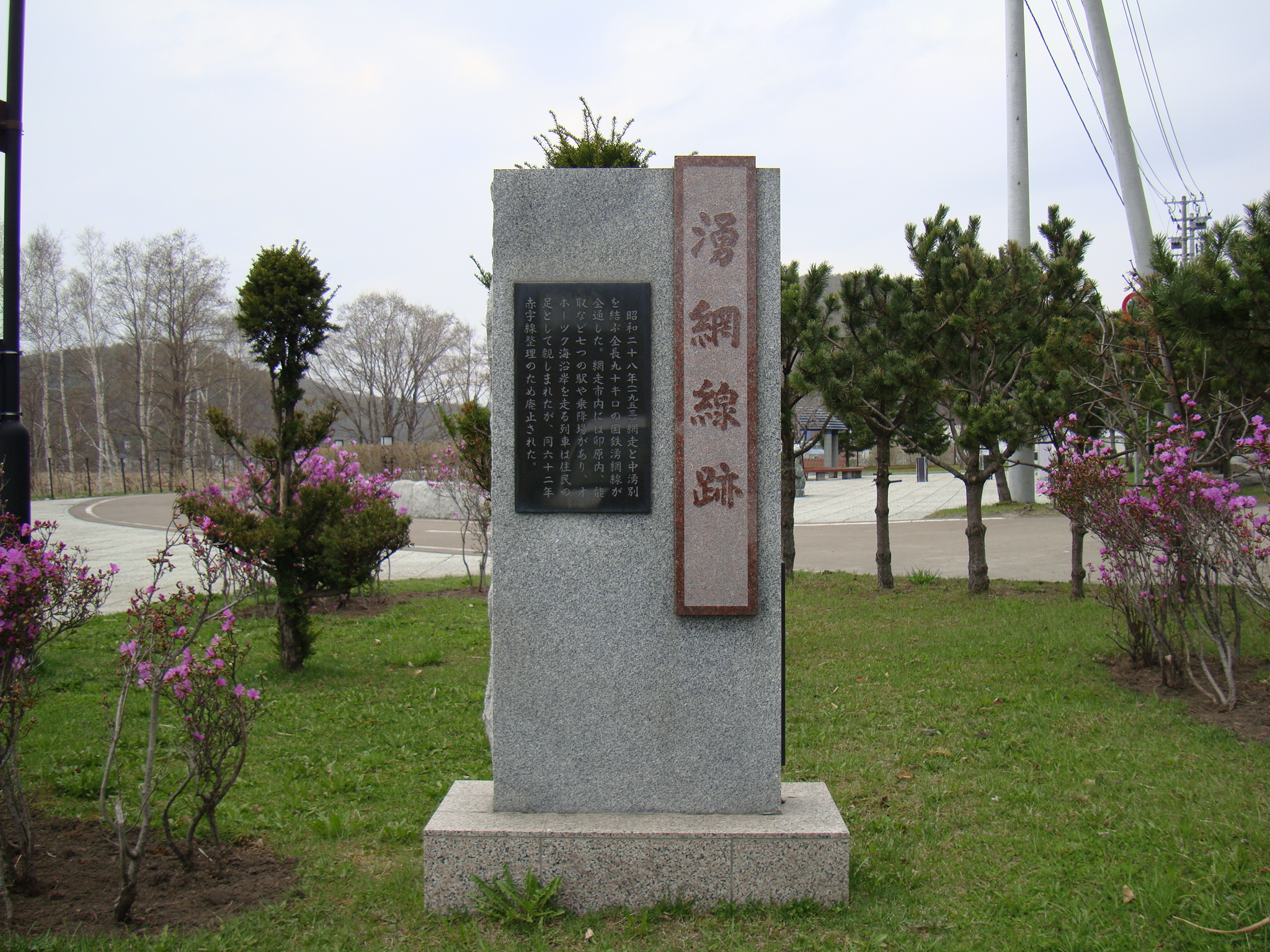
湧網線跡の記念碑

1999年（平成11年）時点では、施設は全て撤去され、空き地になっている。2010年（平成22年）時点でも同様であった。
また、1999年（平成11年）時点で常呂町内から当仮乗降場跡の中湧別寄り、網走川を渡った地点までの線路跡が北海道道1087号網走常呂自転車道線として自転車歩行者専用道路に再利用されており、網走川に架橋されていたガーダー橋がそのまま転用されていた。橋梁名は「網走川橋梁」で、2011年（平成23年）時点でも同様であった。

## 隣の駅
日本国有鉄道
湧網線
二見ヶ岡駅 - 大曲仮乗降場 - 網走駅